# Diskografie Hanny Pakarinen
Následující výčet je kompletní diskografie každého alba a singlu vydaného finskou pop/pop-rockovou hudební umělkyní Hannou Pakarinen.

## Alba
| Rok  | Informace | FIN | Prodeje a certikáty                  |
| ---- | --- | --- | ------------------------------------ |
| 2004 | When I Become Me - První studiové album - Vydáno: 16. června 2004 - Vydavatel: RCA Records - Formát: CD, digitální stažení                           | 2   | Finské prodeje: 52,826 IFPI: Platina |
| 2005 | Stronger - Druhé studiové album - Vydáno: 7. září 2005 - Vydavatel: RCA Records - Formát: CD, digitální stažení                                      | 2   | Finské prodeje: 16,473 IFPI: Zlato   |
| 2007 | Lovers - Třetí studiové album - Vydáno: 14. února 2007 - Vydavatel: RCA Records - Formát: CD, digitální stažení                                      | 3   | Finské prodeje: 16,163 IFPI: Zlato   |
| 2009 | Love In A Million Shades - Čtvrté studiové album - Vydáno: 14. ledna 2009 - Vydavatel: RCA Records - Formát: CD, digitální stažení                   | 7   | Finské prodeje: 7,000 IFPI: N/A      |
| 2010 | Paperimiehen Tytär - Páté studiové album - První album ve finštině - Vydáno: 20. října 2010 - Vydavatel: RCA Records - Formát: CD, digitální stažení | 9   | Finské prodeje: 3,000 IFPI: N/A      |
| 2013 | Olipa kerran elämä - Šesté studiové album - Druhé album ve finštině - Vydáno: 23. srpna 2013 - Vydavatel: Sony Music - Formát: CD, digitální stažení | 9   | Finské prodeje: IFPI: N/A            |

## Singly
| Rok  | Název písně                | Nejvyšší pozice | Nejvyšší pozice | Nejvyšší pozice | Certifikace | Album                    |
| Rok  | Název písně                | FIN             | SWE             | UK              | Certifikace | Album                    |
| ---- | -------------------------- | --------------- | --------------- | --------------- | ----------- | ------------------------ |
| 2004 | "Love Is Like A Song"      | 1               | —               | —               | Zlato       | When I Become Me         |
| 2004 | "Fearless"                 | Promo           | —               | —               | —           | When I Become Me         |
| 2004 | "How Can I Miss You"       | Promo           | —               | —               | —           | When I Become Me         |
| 2004 | "When I Become Me"         | Promo           | —               | —               | —           | When I Become Me         |
| 2005 | "Kiss Of Life"             | 4               | —               | —               | —           | Stronger                 |
| 2005 | "Stronger Without You"     | Promo           | —               | —               | —           | Stronger                 |
| 2005 | "Damn You"                 | Promo           | —               | —               | —           | Stronger                 |
| 2007 | "Go Go"                    | Promo           | —               | —               | —           | Lovers                   |
| 2007 | "Leave Me Alone"           | 11              | 8               | 122             | Zlato       | Lovers                   |
| 2007 | "Hard Luck Woman"          | Promo           | —               | —               | —           | Lovers                   |
| 2007 | "Black Ice"                | Promo           | —               | —               | —           | Soundtrack               |
| 2008 | "Make Believe"             | Promo           | —               | —               | —           | Love In A Million Shades |
| 2009 | "Shout It Out Loud"        | 2               | —               | —               | —           | Love In A Million Shades |
| 2009 | "Love In A Million Shades" | Promo           | —               | —               | —           | Love In A Million Shades |
| 2009 | "Rescue Me"                | Promo           | —               | —               | —           | Love In A Million Shades |
| 2010 | "Paperimiehen Tytär"       | —               | —               | —               | —           | Paperimiehen Tytär       |

## Videoklipy
| Rok  | Název                    | Album                    |
| ---- | ------------------------ | ------------------------ |
| 2004 | How Can I Miss You       | When I Become Me         |
| 2005 | Stronger Without You     | Stronger                 |
| 2007 | Go Go                    | Lovers                   |
| 2007 | Leave Me Alone           | Lovers                   |
| 2007 | Black Ice                | Soundtrack               |
| 2009 | Love in a Million Shades | Love in a Million Shades |
| 2010 | Se yksi ainoa            | Paperimiehen tytär       |
| 2011 | Miehet                   | Paperimiehen tytär       |
| 2013 | Jokapäiväinen            | Olipa kerran elämä       |
| 2013 | Olipa kerran elämä       | Olipa kerran elämä       |

## Featuring
- 2007 feat. Eicca Toppinen píseň Black Ice z filmu Musta Jää (Black Ice) - soundtrack.
- 2007 feat. Michelle Darkness píseň Love Will Tear Us Apart z alba Brand new Drug.[6]
- 2008 feat. Apocalyptica píseň S.O.S (Anything But Love) živě na Emma-gaala 8. března 2008.

## Seznam singlů na albech

### When I Become Me(2004)
1. "When I Become Me" (Sarin) - 5:03
2. "Run" (Elofsson/Thornally/Venge/Wennerberg) - 3:12
3. "Fearless" (Finneide/Rydningen/Ziggy) - 3:21
4. "How Can I Miss You" (Röhr/Swede) - 3:59
5. "Ejected" (Asikainen) - 3:42
6. "Love's Run Over Me" (Asikainen) - 4:44
7. "Don't Hang Up" (Nylén/Rose) - 3:51
8. "Save My Life Tonight" (Fridh/Leonard) - 4:25
9. "Sorry" (Björk/Malm/Eklund) - 3:46
10. "Heaven" (Adams/Vallance) - 3:53
11. "Superhero" (Finneide/Eide) - 3:42
12. "Love Is Like A Song" (Elofson/Kolehmainen/Lipp) - 4:02

### Stronger(2005)
1. "Out Of Tears" (Aldeheim/Leonard) - 3:25
2. "Stronger Without You" (Landin/Larsson/Junior) - 3:27
3. "Wasted" (Elofson/Kvint/Lindvall) - 3:32
4. "Falling Again" (Eklund/Björk/Malm) - 3:42
5. "Tears In Your Eyes" (Eriksson/Molin/Funemyr) - 3:55
6. "We Don't Speak" (Hansson) - 3:41
7. "Damn You" (Ringqvist/Gibson) - 4:17
8. "Kiss Of Life" (Johansson/Lipp) - 4:00
9. "Paralyzed" (Eriksson/Björk) - 3:57
10. "One Way Or The Other" (Björk/Eklund/Krabbe) - 3:18
11. "Run (Acoustic Studio Jam 2005)" (Elofsson/Thornally/Venge/Wennerberg) - 3:56 [Bonus Track]

### Lovers(2007)
1. "It Ain't Me" (Magnusson/Rämström/Vuorinen) - 3:35
2. "Go Go" (Lofts/Wermerling) - 3:03
3. "Leave Me Alone" (Vuorinen/Huttunen/Pakarinen) - 3:34
4. "Tell Me What To Do" (Kurki/Pakarinen) - 3:53>
5. "You Don't Even Know My Name" (Laine/Vuorinen) - 3:43
6. "Heart Beating Steady" (Kurki/Pakarinen) - 3:24
7. "Tears You Cry" (Korkeamäki/Kettunen) - 3:05
8. "Free" (Kurki/Pakarinen) - 3:33
9. "It Ain't Gonna Happen" (Korkeamäki/Pakarinen/Kettunen) - 3:09
10. "Lovers" (Laiho/Kurki/Pakarinen) - 3:48
11. "Hard Luck Woman" (Rake) - 4:18
12. "Stronger Without You" (Landin/Larsson/Junior) - 3:27 [Bonus Track]
13. "Love Is Like A Song" (Elofson/Kolehmainen/Lipp) - 4:02 [Bonus Track]

### Love In A Million Shades (2009)
1. "Almost Real"
2. "Shout It Out Loud"
3. "When We Hear Halleluja"
4. "Liar"
5. "Rescue Me"
6. "A Thief That Holds My Heart"
7. "Love In A Million Shades"
8. "Make Believe"
9. "Lover Friend Or Foe"
10. "Maybe It's A Good Thing"
11. "Better Off Alone" (iTunes Bonus Track)

### Paperimiehen tytär (2010)
1. "Prinsessa Armaada"
2. "Sinut kokonaan"
3. "Se yksi ainoa"
4. "Hetken pieni liekki"
5. "Yksinäinen morsian"
6. "Kolme pientä sanaa"
7. "Miehet"
8. "Paperimiehen tytär"
9. "Maailman ihanin mies"
10. "Miten pilviin piirretään"
11. "Nyt on mun vuoro"

### Olipa kerran elämä (2013)
1. "Olipa kerran elämä"
2. "Laitetaan kuolema polvilleen"
3. "Jokapäiväinen"
4. "Anna minut takaisin"
5. "Menen kaljalle"
6. "Selät vastakkain"
7. "Sammuttakaa koko kaupunki"
8. "Sydän tuli vastaan"
9. "Pieni prinsessa"
10. "Meikit päällä nukkumaan"